# Nordkinn
Nordkinn is een schiereiland in de provincie Finnmark in het uiterste noorden van Noorwegen. Op het schiereiland ligt Kinnarodden, het noordelijkste punt op het vasteland van Europa op 71°08’01 Noorderbreedte. Meestal wordt de Noordkaap aangezien voor het noordelijkste punt van Europa maar dit punt ligt op het eiland Magerøya.  Het schiereiland ligt tussen de Tanafjord in het oosten en de Laksefjord in het westen. De gemeenten Lebesby en Gamvik en de stadjes Mehamn, Gamvik en Kjøllefjord liggen op het schiereiland. Pas in 1989 werd Nordkinn op het wegennet van Noorwegen aangesloten (weg 888). Kinnarodden is alleen per boot of te voet bereikbaar na het maken van een 24 kilometer lange wandeling vanuit het plaatsje Mehamn.